# Mors Elbow

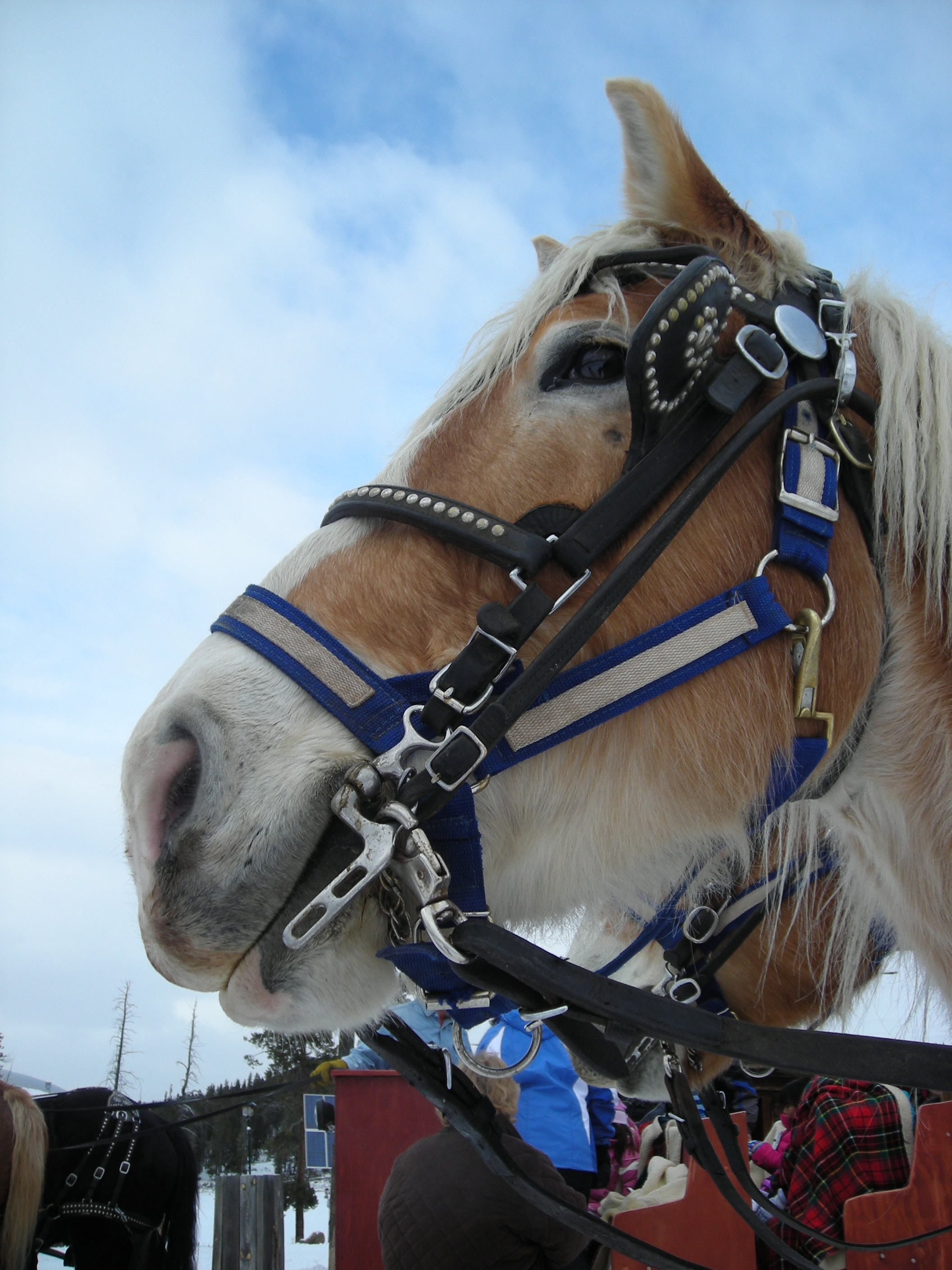
Cheval de trait équipé d'un mors Elbow

Un mors Elbow, ou Ashleigh Elbow, est un type de mors de bride pour les chevaux, essentiellement utilisé en attelage, et très proche du mors Liverpool, dont il diffère par l'orientation des branches. Les branches du mors Elbow sont en effet orientées vers le bas, afin d'éviter que le cheval ne les saisisse avec sa bouche. Ce mors est d'un usage beaucoup moins fréquent que le Liverpool. Il ne dispose pas, contrairement à ce dernier, d'un anneau de mors.